# The Geto Boys
| Críticas profissionais | Críticas profissionais |
| Avaliações da crítica  | Avaliações da crítica  |
| Fonte                  | Avaliação              |
| ---------------------- | ---------------------- |
| Allmusic               | link                   |
| Entertainment Weekly   | (B-) link              |
| Robert Christgau       | (B-) link              |
| The Source             | link                   |

The Geto Boys é o álbum auto-titulado dos Geto Boys, que foi lançado em 1990. O álbum contém 11 faixas renovadas dos dois primeiros álbuns do grupo Grip It! On That Other Level e Making Trouble e três canções novas. A capa do álbum lembra o álbum dos Beatles Let It Be e causou muita controvérsia por causa de seu lançamento.

## Lista de faixas
| #  | Título                               | Produtor(es)                          | Intérprete (s)                    |
| -- | ------------------------------------ | ------------------------------------- | --------------------------------- |
| 1  | "Fuck ’Em"                           | DJ Ready Red                          | Willie D, Scarface, Bushwick Bill |
| 2  | "Size Ain’t Shit"                    | DJ LeevesterC                         | Bushwick Bill                     |
| 3  | "Mind of a Lunatic"                  | DJ Ready Red, Doug King & John Bido   | Bushwick Bill, Scarface, Willie D |
| 4  | "Gangster of Love"                   | Prince Johnny C                       | Willie D, Bushwick Bill, Scarface |
| 5  | "Trigga Happy Nigga"                 | DJ Ready Red                          | Bushwick Bill, Willie D, Scarface |
| 6  | "Life in the Fast Lane"              | DJ Ready Red                          | Scarface                          |
| 7  | "Assassins"                          | DJ Ready Red                          | Willie D, Scarface, Bushwick Bill |
| 8  | "Do It Like a G.O."                  | DJ Ready Red, Doug King (co-producer) | Bushwick Bill, Willie D, Scarface |
| 9  | "Read These Nikes"                   | DJ Ready Red                          | Willie D                          |
| 10 | "Talkin' Loud, Ain’t Saying Nothin'" | DJ Ready Red                          | Bushwick Bill, Willie D           |
| 11 | "Scarface"                           | DJ Ready Red & John Bido              | Scarface                          |
| 12 | "Let a Ho be a Ho"                   | DJ Ready Red                          | Willie D                          |
| 13 | "City Under Siege"                   | Prince Johnny C                       | Scarface, Bushwick Bill, Willie D |

## Créditos
As seguintes pessoas contribuiram para The Geto Boys:

### Geto Boys
- Scarface
- Willie D
- Bushwick Bill
- DJ Ready Red

### Créditos adicionais
- Prince Johnny C - Produtor (ex-membro dos Geto Boys)
- John Bido - Produtor
- Clifford Blodget - Engenheiro, Produtor Executivo
- DJ Ready Red - Produtor
- Doug King - Produtor
- Sylvia Massy - Engenheiro
- Brendan O'Brien - Remixagem
- Ready Red - Produtor
- Billy Roberts - Fotografia
- Rick Rubin - Supervisor de Produção
- James H. Smith - Produtor Executivo
- Howie Weinberg  - Masterização

## Posições do álbum nas paradas
| Parada (1990)                         | Melhor posição |
| ------------------------------------- | -------------- |
| US Billboard 200                      | 171            |
| US Top R&B/Hip Hop Albums (Billboard) | 67             |